# Algenstedt
Algenstedt è una frazione della città tedesca di Gardelegen, nella Sassonia-Anhalt.
Fino al 1º luglio 2009 ha costituito un comune autonomo.